# شرلوک هلمز در برابر آرسن لوپن
شرلوک هولمز در برابر آرسن لوپن (در آمریکای شمالی و قسمت‌هایی از انگلیس اسم بازی شرلوک هولمز: انتقام است) نام یک بازی در ژانر ماجرایی و حادثه‌ای است که توسط فراگوارز[�] در اکتبر 2007 ساخته شد و توسط Focus Home Interactive منتشر گردید. این چهارمین بازی از سری بازی‌های شرلوک هولمز به حساب می‌آید. این بازی ماجرایی را از بریتانیای دوره ویکتوریا بیان می‌کند که در آن آرسن لوپن سارق و کلاهبردار مشهور فرانسوی، هولمز را به مبارزه‌ای که اساس آن فکر و هوش دو طرف است دعوت می‌کند و شما در نقش شرلوک هولمز وظیفه دارید لوپن را قبل از اجرای نقشهٔ پایانی‌اش دستگیر کنید.

## داستان بازی
لندن - ۱۴ ژوئیه ۱۸۹۵، شرلوک هولمز در اتاقش واقع در شماره ۲۲۱ خیابان بیکر مشغول صحبت با همکارش دکتر واتسن است که ناگهان پاکتی توجهش را جلب می‌کند، نامه‌ای از سارق معروف آرسن لوپن. او قصد دارد در لندن سرقتی انجام دهد و نشانه‌هایی رمزآلود از محل سرقت را برای هولمز فرستاده است. در واقع این نامه پیشنهادی برای رویارویی بین لوپن و هولمز است. این سرآغاز ماجرایی است درباره مبارزه میان دو تن از نوابغ اواخر قرن نوزده و اوایل قرن بیست میلادی.